# 石田章六
石田 章六（いしだ しょうろく，1932年10月30日—2016年10月23日），日本人，第六代指定暴力團山口組顧問、章友會會長、原「柳川組」舍弟。被稱為「柳川組四天王」的其中一人。與柳川組大部分幹部同樣具有在日朝鮮人的身分、本名為朴 泰俊。
1969年4月、三代目山口組組長・田岡一雄擅自將柳川組解散、同年7月、原柳川組傘下的石田組組長・石田章六與野澤組組長・野澤儀太郎、金田組組長・金田三俊、藤原組組長・藤原定太郎共同升格山口組直參。
1984年6月、隨著四代目山口組的開始、升任舍弟。
1989年5月、五代目山口組發展開始，就任舍弟頭補佐，進入執行部。
2005年8月、伴隨六代目山口組的開始、就任顧問。
2016年10月23日逝世，享年83歲。